# إيهود أفرييل
إيهود أفرييل (بالعبرية: אהוד אבריאל‏) (19 أكتوبر 1917 - 27 أغسطس 1980) كان دبلوماسيًا وسياسيًا إسرائيليًا، وعضو الكنيست عن حزب مباي بين عامي 1955 و1957.

## حياته
ولد جورج أوبيرال في فيينا في الإمبراطورية النمساوية المجرية. وعمل بين عامي 1938 و1940 في مكتب منظمة عاليات هانوعار الصهيونية في فيينا المحتلة.
هاجر إلى فلسطين تحت الانتداب عام 1940 واستقر في كيبوتس نيوت مردخاي. وانضم إلى الهاغاناه، وشارك في لجنة الإنقاذ لمساعدة اليهود على الفرار من أوروبا. وأمضى عدة سنوات في تركيا أيضًا لهذا الغرض.
وبعد انتهاء الحرب ساعد في الهجرة اليهودية غير الشرعية إلى فلسطين. وفي عام 1946 تم إرساله إلى تشيكوسلوفاكيا لشراء أسلحة للجالية اليهودية في فلسطين. وفي 28 يوليو 1948 أُرسل مبعوثًا إلى تشيكوسلوفاكيا والمجر. وتفاوض أفرييل مع رجل الأعمال الإسرائيلي إفرايم إيلين على صفقة أسلحة مع تشيكوسلوفاكيا. وبعد ذلك بعامين تم نقله إلى رومانيا حيث بقي كرئيس للمفوضية حتى أواخر مارس 1951، ثم عاد إلى إسرائيل في أبريل.

## عمله كسفير
وفي عام 1955 انتخب عضوا في الكنيست على قائمة حزب مباي. ومع ذلك استقال في 31 يوليو 1957، وعُين سفيرًا لدى غانا وليبيريا،  وهو المنصب الذي شغله حتى عام 1960. ثم عمل لفترة وجيزة سفيراً لدى الكونغو ليوبولدفيل المستقلة حديثًا. وبين عامي 1961 و1965 شغل منصب نائب المدير العام لوزارة الخارجية قبل أن يصبح سفيرا لدى إيطاليا بين عامي 1965 و1968. ومن عام 1966 حتى عام 1968 عمل سفيرًا في مالطا. وعمل فيما بعد قنصلاً عاماً في شيكاغو عام 1974، وسفيراً للشؤون الخاصة بين عامي 1977 و1979.

## وفاته

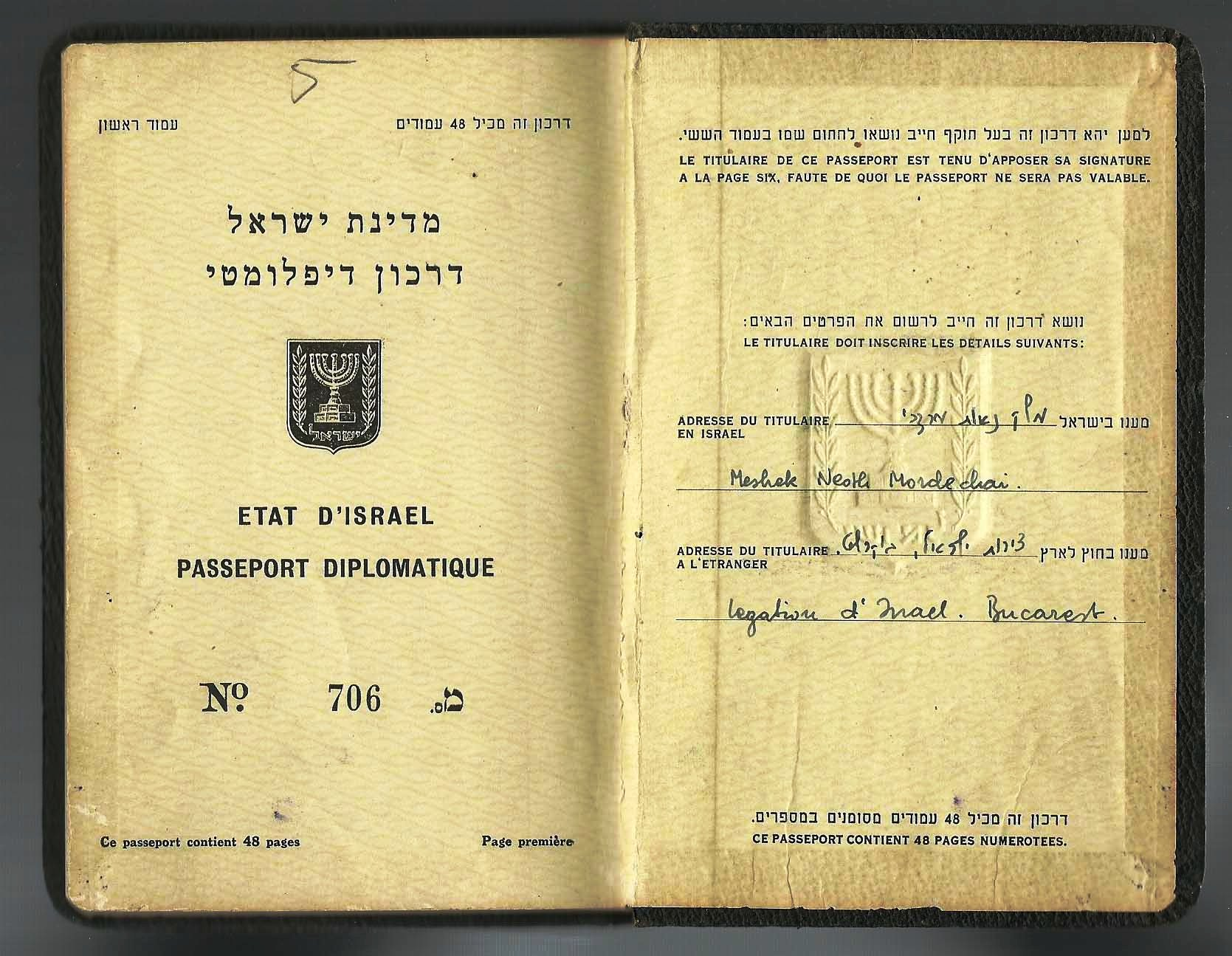
صفحات من جواز السفر الدبلوماسي لإيهود أفرئيل - 1951

توفي بنوبة قلبية في 27 أغسطس 1980 أثناء إلقاء محاضرة عن الشتات لليهود الأمريكيين في القدس، ودُفن في مقبرة نيوت مردخاي.